# Universidad Católica de Cuenca
La Universidad Católica de Cuenca es una universidad ecuatoriana fundada el 7 de septiembre de 1970 por el sacerdote César Cordero Moscoso, en la ciudad de Cuenca, con sedes y extensiones en las provincias del Cañar, Morona Santiago, Napo y Pichincha . Tiene aproximadamente 14 000 estudiantes.

## Historia
La Universidad Católica de Cuenca fue creada por gestiones personales del sacerdote César Cordero Moscoso, quien había creado en 1955 la escuela Arzobispo Serrano, en 1962 el colegio normal católico Miguel Cordero Crespo y después otros centros educativos. 
Para la empresa de fundar la Universidad recibió el apoyo del primer arzobispo de Cuenca, Manuel Serrano Abad, y el respaldo de ciudadanos encabezados por Enrique Arízaga Toral, Manuel María Palacios Bravo, el exalcalde de Cuenca Luis Cordero Crespo, designado primer rector poco después, el padre José Fidel Hidalgo, redentorista, y cerca de 3.000 firmantes más. 
El presidente José María Velasco Ibarra firmó el decreto de creación de la universidad el 7 de septiembre de 1970. Con el apoyo de los obispos José Félix Pintado y Raúl Vela Chiriboga se abrieron las extensiones universitarias de Morona Santiago en 1973 y de Azogues en 1980, y las extensiones de La Troncal y Cañar en 1990. 
El año 2020 la universidad celebró sus 50 años de fundación, ese mismo año fue acreditada por el CACES por 5 años. Además de ingresar a 2 rankings internacionales: QS World University Rankings y al SCImago Journal Rank

## Unidades académicas

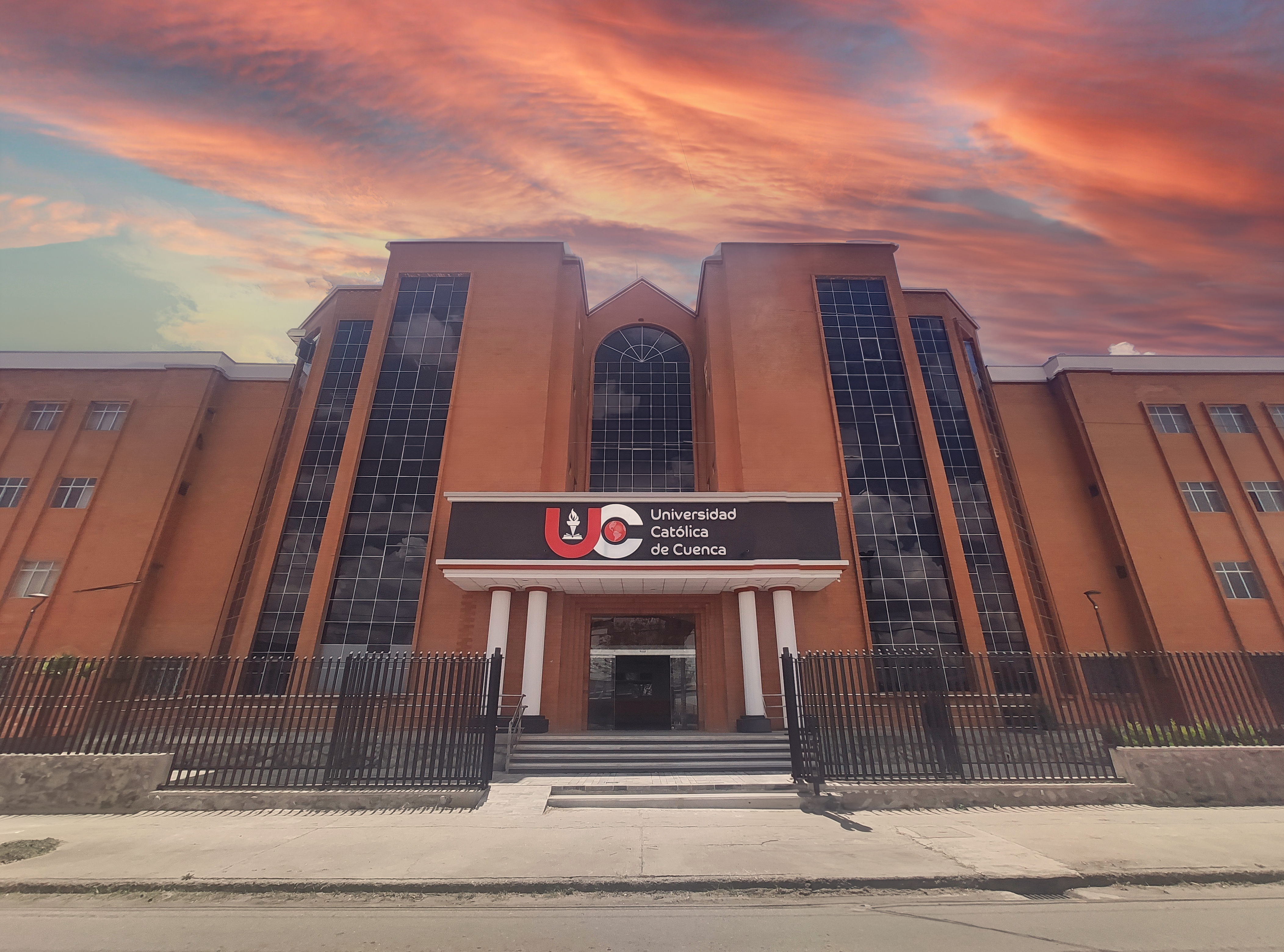
Edificio Administrativo Cuenca

La universidad cuenta con las siguientes unidades académicas en Cuenca, en Azogues y Macas:
- Unidad Académica de Salud y Bienestar
  1. Carrera de Medicina
  2. Carrera de Odontología
  3. Carrera de Enfermería
  4. Carrera de Bioquímica y Farmacia
  5. Carrera de Psicología Clínica
- Unidad Académica de Ingeniería, Industria y Construcción
  1. Carrera de Arquitectura
  2. Carrera de Ingeniería Civil
  3. Carrera de Ingeniería ambiental
  4. Carrera de Ingeniería Eléctrica
  5. Carrera de Ingeniería Industrial
- Unidad Académica de Administración
  1. Carrera de Administración de Empresas
  2. Carrera de Contabilidad y Auditoría
  3. Carrera de Marketing e Inteligencia de Mercados
- Unidad Académica de Ciencias Sociales
  1. Carrera de Derecho
  2. Carrera de Economía
  3. Carrera de Trabajo Social
  4. Carrera de Periodismo
- Unidad Académica de Tecnologías de la Información y Comunicación
  1. Carrera de Software
  2. Carrera de Sistemas de la Información
  3. Carrera de tecnologías de la Información
- Unidad Académica de Educación
  1. Carrera de Educación
  2. Carrera de Ecuación Inicial
  3. Carrera de Pedagogía de la Actividad física y deporte
  4. Carrera de Diseño de interiores
- Unidad Académica de Agricultura, Silvicultura, Pesca y Veterinaria
  1. Carrera de Medicina Veterinaria
  2. Carrera de Agronomía
- Unidad Académica de Formación Técnica y Tecnológica Superior
  1. Carrera de Tecnología Superior en Negociación y Ventas
  2. Carrera de Técnico Superior en Gestión de Redes Sociales

## Sedes y Extensiones
La Universidad Católica de Cuenca cuenta con  diferentes campus que funcionan en otras ciudades como extensiones de la misma:
- Sede Azogues
- Sede Macas
- Extensión Cañar
- Extensión La Troncal

## Instituciones anexas
Entre las instituciones anexas están las siguientes: 
- Unidad Educativa Particular Católica de Cuenca
- FAB LAB Universidad Católica de Cuenca
- Jardín de Infantes Vicente Escandon
- Escuela Jesus Cordero Davila
- Escuela Arzobispo Serrano
- Colegio Universitario Miguel Cordero Crespo
- Colegio Universitario Elena Moscoso Tamariz
- Telecuenca Canal Universitario Católico
- Radio Universitaria Católica Ondas Cañaris
- Hospital Universitario Católico
- Edunica, Editorial Universitaria Católica
- Unidad Educativa Particular Universitaria de Azogues
- Colegio de Bachillerato Particular Justiniano Crespo Verdugo
- Unidad Educativa Presidente Cordero

## Centro de Investigación, Innovación y Transferencia de Tecnología (CIITT)
La Universidad Católica de Cuenca, siendo una Institución de calidad, con reconocimiento nacional y proyección internacional, Institución que forma profesionales con grandes desempeños para contribuir a las soluciones de los problemas de la sociedad, cuenta con un Centro de Investigación, Innovación y Transferencia de Tecnología (CIITT), mismo que permitirá la articulación de los ejes sustantivos de: docencia, investigación y vinculación con la sociedad.
El CIITT fue creado el 18 de enero de 2019, es uno de los más modernos del sur de país, que asocia una serie de laboratorios y equipos, que corresponden al centro como a los laboratorios asociados de la Universidad. Es un centro de investigación regional y nacional, destacándose por brindar a los investigadores, todas las facilidades para que puedan ejecutar sus programas y proyectos de investigación, en función de dar solución a los problemas sociales, productivos y ambientales del país, articula los ámbitos de docencia, investigación científica/ innovación, posgrados y transferencia de tecnología.
Con su estructura moderna el CIITT garantiza un adecuado funcionamiento, para lo cual cuenta con una organización que comprende: Un coordinador del centro; un encargado de Calidad/Innovación y Transferencia de Tecnología, un auxiliar y los encargados de cada uno de los laboratorios. Los modernos laboratorios que dispone el CIITT, y que pone a disposición de la comunidad científica del país y del mundo son: Biotecnología, Principios Activos y Seguridad Alimentaria, Microbiología, Contaminación Ambiental y Aguas Residuales, Simulación en Tiempo Real, Psicometría y Neurociencias Cognitivas, Luminotecnia, Biología Molecular y Genética y Saberes Ancestrales.

## Resultados en el Examen de Habilitación Profesional
Un total de 417 estudiantes de Medicina formados en la Universidad Católica de Cuenca se presentaron al Examen de Habilitación Profesional, administrado por el CACES en octubre de 2024. De ellos, 312 obtuvieron resultados aprobatorios, alcanzando una tasa de aprobación del 74,82 %. Este resultado refleja un desempeño constante por parte de una institución con amplia trayectoria en la formación médica en la región austral del país. La alta cantidad de aprobados confirma la capacidad formativa de la institución y su compromiso con los estándares de calidad exigidos a nivel nacional.

## Actividades adicionales
La Universidad Católica de Cuenca organiza el torneo de belleza denominado Morlaquita, que se realiza cada año entre aspirantes de 14 y 15 años de edad de diferentes colegios para que forme parte de la Comunidad Educativa Católica de Cuenca y participe en todas las actividades culturales, académicas, entre otras, que se organizan en la institución.